# アカマダラハナムグリ

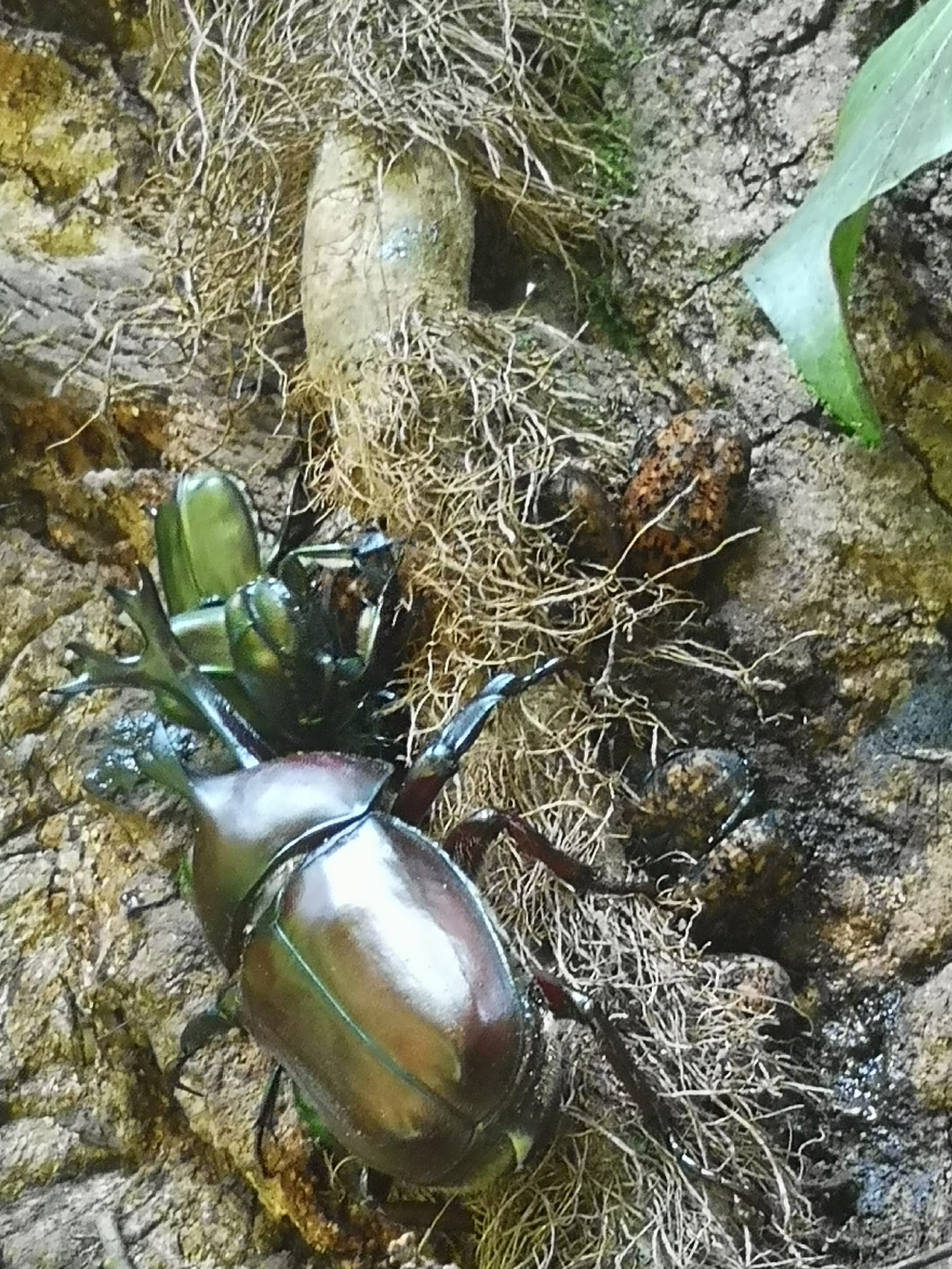
カブトムシ、カナブンとともにクヌギの樹液に集まる本種

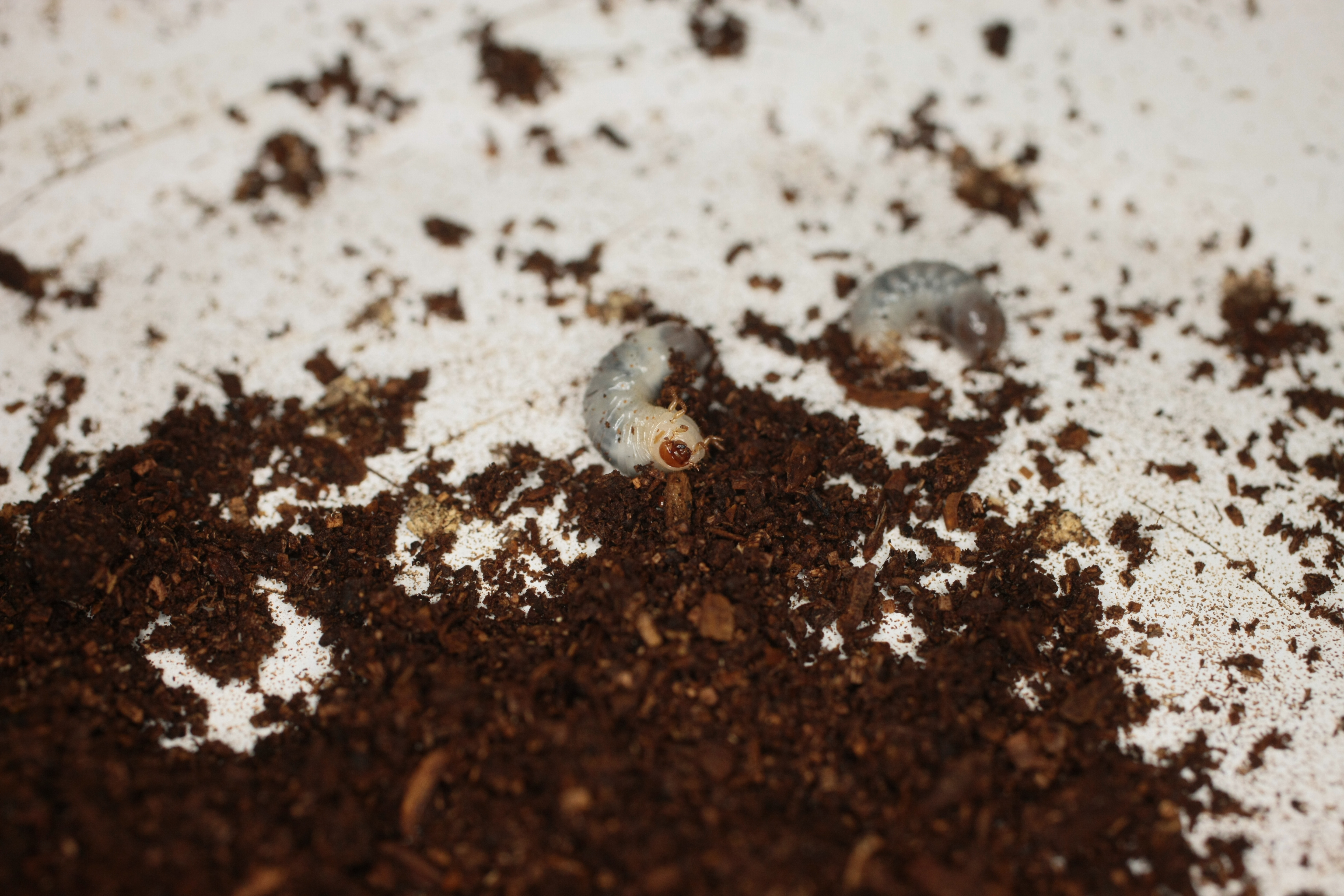
飼育下で得られたアカマダラハナムグリの幼虫。

アカマダラハナムグリ Poecilophilides rusticola (Burmeister) は、コガネムシ科の昆虫。赤っぽい地色に黒い斑模様を持つ比較的地味なハナムグリの仲間。近年、幼虫が鳥の巣材の内で成長することが判明した。

## 特徴
体長は14-20mm、幅は9-11mm。外形は楕円形で腹背に扁平。体の下面は黒く、背面は赤褐色の地色に黒い斑模様がある。頭部は小さくて、黒くて中央に褐色の斑紋があり、強い点刻がまばらにある。触角は赤褐色で10節あるが、太くて短く、先端の3節は前向きにへら状の突起がある。前胸板は扁平で、幅が長さの1.3倍、楕円形で前と側面の縁にそって隆起があり、側面中央が丸く膨らんだようになる。後端の両側も角張らず丸い。後側は前翅の中央にやや丸く張り出す。小楯板は小さくて三角形、基部の中央に菱形の黒斑があり、先端には三角の黒斑がある。鞘翅は長さが幅の1.2倍、肩の部分は幅広く、後方に狭まる。肩部の後方は湾入するがその程度は少ない。上面は扁平で、点列があり、列間はやや隆起、不規則な小黒斑が多い。歩脚は太くて短く、前脚の脛節は鋭い外歯が3つある。爪は全て単形。

### 和名について
本種はハナムグリの仲間であるが、その和名は伝統的にアカマダラコガネが用いられてきた。例えば下記参考文献の石井他編(1950)から上野他編著(1985)までの図鑑はすべてこれを使っている。ただ、那須他(2012)等近年のものでは頭記の名が用いられており、環境省のレッドデータもこの名を採っているので、この記事もそれに従った。

## 分布
日本では本州、四国、九州に産する。国外では済州島、朝鮮半島、シベリア東部、中国、モンゴルから知られる。ただしアジア大陸のものは別亜種とされる。

## 生態
成虫はナラ、カシワ、クヌギ、カキノキなどの樹液に集まり、時に樹木を害すると言われる。

### 幼虫の生息場所について
本種の幼虫は、古くから藁葺き屋根の屋根藁から発見され、このような場所や堆肥などで腐植を餌にするものとされてきた。これらは広く知られたハナムグリ類一般の食性とほぼ一致するものである。
ところが、本種の幼虫が、実は動物食を中心とする大型鳥類の巣で成長することが、近年になって知られることとなった。そもそも鳥の巣に生息する昆虫については、欧米では20世紀中頃より研究が進んでいたが、日本ではごく限定的な研究しか行われてこず、21世紀に入ってようやく継続的な調査が行われるようになった。本種がそんな中、鳥の巣に生活する種であると判明したのは、最初はオオタカやハチクマなどの猛禽類の巣で発見されてからであった。
2012の時点で、本種が宿主とすることが分かっている鳥類は、以下の通り。
- ウ科：カワウ
- コウノトリ科:コウノトリ
- ミサゴ科：ミサゴ
- タカ科：ハチクマ・オオタカ・アカハラダカ・サシバ・クマタカ・ノスリ？（未確定）

他に永幡他(2013)はハシボソガラスの巣から発見した幼虫の死体などが本種であろうと推定している。
例えば那須他(2012)の調査したコウノトリの巣の例では、以下のような状態であった。該当のコウノトリの巣は電柱に作られたもので大きさは最大直径で約180cm、厚さ45cm、中央の巣の中心部は直径110cm。外側の部分は枝が交互に組まれたもので隙間が多く、中心部分は草や土や腐植からなる堆積物があり、その厚みは20cmにも達した。この堆積物は容量で68l、重さは5.6kgであった。この中から発見されたアカマダラハナムグリ、及びそれと推定されたものは成虫3、成虫の入っていたもの、空のものを合わせて土繭が286など合計291個体（相当）に達した。他にコガネムシ類ではシラホシハナムグリとコカブトムシが少数含まれていた。特に土繭は巣底の部分と巣材の枝の隙間の多いところで発見され、枝に付着した形、あるいは複数の繭が互いに接着した形が多かったという。これは鳥の巣という構造の中で繭が脱落しないための適応である可能性が示唆されている。

### 生活史
現時点では全貌は明らかにされておらず、断片的な情報から推察できるだけである。
本種は成虫越冬することが知られている。成虫が動物遺体や糞に誘引されるのではないかとの証拠があり、これによって上記のような動物食の鳥類の巣に誘引されるのではないかの予想がある。多分春から夏に成虫が巣に産卵し、幼虫は巣の堆積物を食べる。幼虫はそれらを食べて成長し、羽化すると巣を離れ、別の場所で越冬すると思われる。幼虫の期間は飼育下で長い方では80日(餌に腐植のみ)、短い方では36日(腐植と肉質)までとの報告がある。鳥の巣に雄成虫が飛来していると思われる観察があり、これは『鳥の巣』という限られた繁殖場所を目指して集まる雌を待ち伏せて交尾する習性があるとも考えられる。また、寿命は数年にわたる。

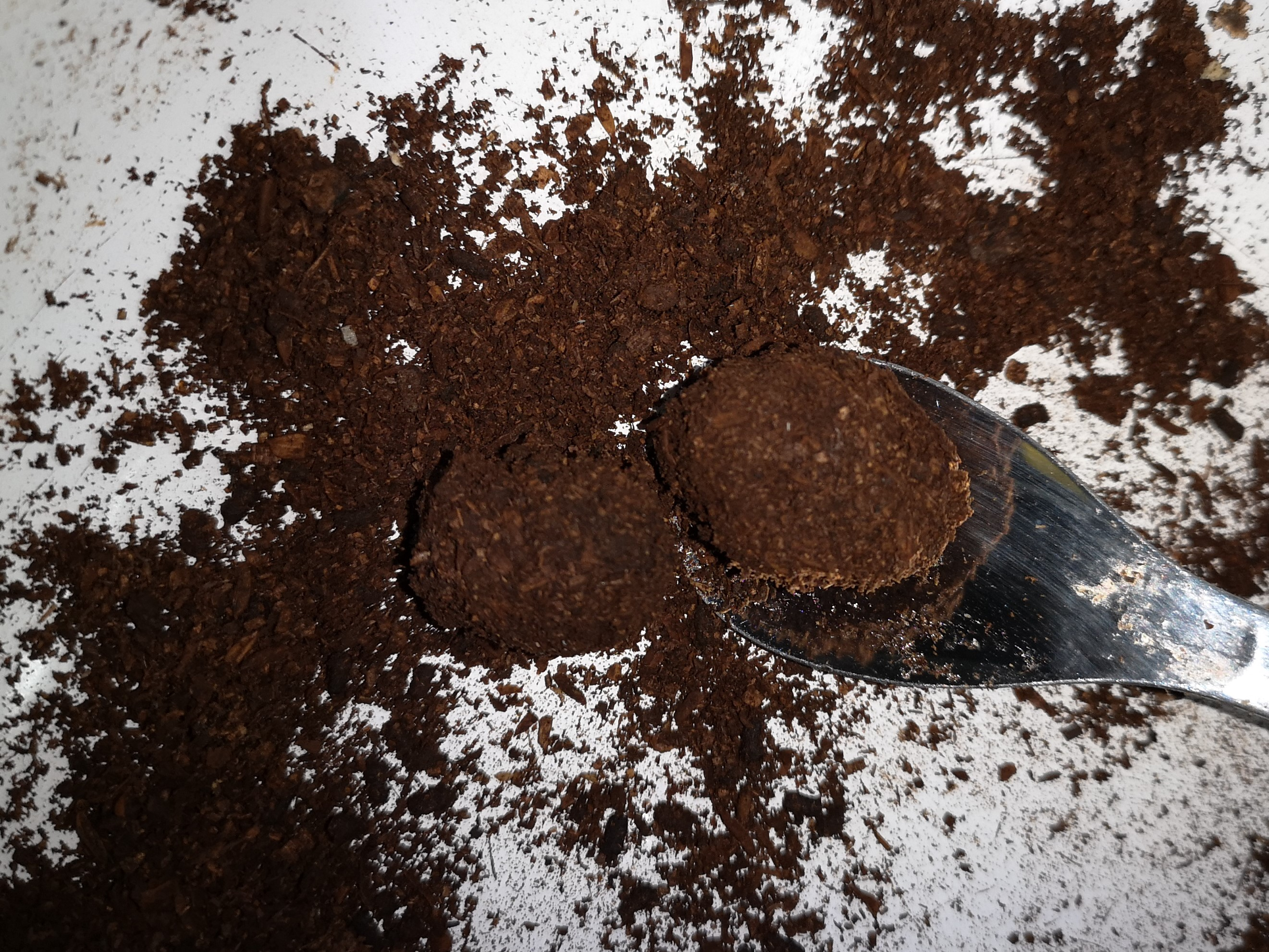
アカマダラハナムグリの土繭。

なお抱卵中または育雛初期のノスリの巣において、巣の落下によって繁殖が中断し、親鳥による餌の搬入がない場合でも、羽化まで成長したことが示唆されている。このように、本種は飼育実験で腐植土だけでも成長し、蛹化することが出来る。一方で上記のように肉を追加すると発育が促進されることが確かめられている。上に挙げられたような鳥の巣には持ち込まれた巣材や土の堆積で腐植が生じるのと同時に、雛の食べ残しや餌の余り、親や雛の羽毛、それにペリットなどが堆積し、動物質が多く、これが本種の生活を保証すると思われる。コウノトリなどでは同じ巣を繰り返し利用し、次第に巣を大きくする習性があるので、本種の生活においては安定した繁殖の場となっていた可能性がある。なお、繭を巣の底や外側に置く理由については巣の持ち主に捕食される危険を回避するため、あるいは高温多湿の条件での病気発生を避けるのでは、との説もある。

### 本種の生息環境について
本種は1970年代以前には各地の里山で普通に見られる種であったが、近年多くの地域で減少したとされる。これは、上記のような習性から、本種の繁殖の場を提供する猛禽類の減少が原因であるとの考えがある。他方、カワウの巣にも生息することから、猛禽類を含むより広い鳥類の衰退を原因とするとの主張や、動物質を多く含んだ腐植質が堆積する環境として、厩肥なども本種の繁殖の場であったのではないかとし、それをも含む里山環境の変化にその原因を見る指摘もある。

## 種内変異
本種は日本列島とアジア大陸に渡って分布するが、大陸のものは別亜種とされる。
- P. rusticola sinensis (E. Saunders)

基本亜種に比して、外形が細く、色が淡く、黒斑が少ない。

## 保護の状態
日本の中部以南の多くの府県でレッドデータブックに取り上げられている。東京都では絶滅したとされる。ただし環境省としての扱いは『情報不足』である。
この種については上記のように都市にも普通に分布するカラスの巣で繁殖する可能性があることから、真に希少なのではない可能性を指摘する向きがあり、また、成虫の飼育観察から、昼行性ではあるものの他のハナムグリより隠れている性質が強いと思われ、同類の他の種を調べるような方法では発見が難しい可能性も指摘されている。
2023年7月に神奈川県小田原市で、同年9月に栃木県宇都宮市と鹿沼市の境の雑木林で存在が確認された。